# إيمان خليف
إيمان خليف (من مواليد 2 مايو 1999-) هي ملاكمة جزائرية محترفة. مثلت الجزائر في الألعاب الأولمبية الصيفية 2020 في طوكيو وفازت بالميدالية الذهبية في حدث وزن الوسط للسيدات في دورة الألعاب الأولمبية الصيفية 2024.

## النشأة
ولدت إيمان خليف في بلدية عين سيدي علي بولاية الأغواط و لكنها نشأت في قرية بيبان مصباح بولاية تيارت شمال غرب الجزائر. لعبت كرة القدم في الأصل قبل أن تتحول إلى الملاكمة. وفي سنواتها الأولى، كان عليها أن تتنقل إلى قرية مجاورة لحضور الدورات التدريبية، وكانت تبيع الخردة المعدنية لتحمل أجرة الحافلة. والدها لم يوافق على الملاكمة للفتيات.

## المسار الرياضي

### 2018–2021: بدايات المسيرة المهنية والظهور الأولمبي
في بطولة الاتحاد الدولي للملاكمة للسيدات 2018 ‏، احتلت خليف المركز السابع عشر في فئة الوزن الخفيف بعد إقصائها من الجولة الأولى على يد كارينا إبراهيموفا. وفي بطولة العالم للملاكمة للسيدات 2019 ‏، حلت في المركز الثالث والثلاثين ضمن نفس الفئة بعد خروجها من الجولة الأولى على يد ناتاليا شادرينا.
في مارس 2021، فازت بالميدالية الذهبية في بطولة إسطنبول البوسفور الدولية، حيث هزمت أنستازيا بيلياكوفا في نهائي فئة الوزن الخفيف.
مثّلت الجزائر في منافسة الوزن الخفيف ‏ للسيدات ضمن أولمبياد طوكيو 2020، حيث أقصيت من ربع النهائي بعد مواجهتها للملاكمة الأيرلندية كيلي هارينجتون ‏. الجدير بالذكر أنها كانت أول ملاكمة جزائرية تشارك في الألعاب الأولمبية.

### 2022: نهائيات بطولة IBA ونجاحات في الملاكمة
في فبراير 2022، حققت خليف الميدالية الذهبية في بطولة ستراندجا التذكارية بعد انتصارها على ناتاليا سيشوغوفا في نهائي فئة 63 كجم للسيدات.
تم اختيار خليف لتكون حاملة علم الجزائر في بطولة العالم للملاكمة النسائية IBA 2022. في البطولة، أصبحت أول ملاكمة جزائرية تصل إلى النهائي بعد فوزها على تشيلسي هيجنن. إلا أنها خسرت في النهائي أمام إيمي برود هيرست، مما أكسبها المركز الثاني.
في وقت لاحق من ذلك العام، واصلت خليف نجاحاتها، حيث أحرزت الميداليات الذهبية في دورة الألعاب المتوسطية وبطولة الملاكمة الأفريقية للهواة.

### 2023: استبعاد بطولة IBA
في مارس 2023، كانت خليف تستعد للمنافسة على الميدالية الذهبية في نهائيات بطولة العالم للملاكمة للسيدات، لكنها تعرضت للاستبعاد قبل مباراة الميدالية ضد الملاكمة الصينية يانغ ليو، وسط مزاعم من الاتحاد الدولي للملاكمة بقيادة روسيا بفشلها في اختبارات الأهلية. تم الاستبعاد بعد انتصارها على الملاكمة الروسية أزاليا أمينيفا. وفقًا للجنة الأولمبية الجزائرية، كان سبب الاستبعاد طبيًا، بينما حصلت الأوزبكية نافبخور خاميدوفا على الميدالية البرونزية.
في وقت لاحق، أشار عمر كريمليف، رئيس الاتحاد الدولي للملاكمة، إلى أن خليف لم تحقق معايير معينة بناءً على اختبارات الحمض النووي، ما أثار جدلاً حول مدى شفافية العملية. رغم استئنافها أمام محكمة التحكيم الرياضية، تم إنهاء الاستئناف بسبب عدم قدرتها على دفع التكاليف.
في يوليو 2023، مثلت خليف الجزائر في دورة الألعاب العربية وفازت بالميدالية الذهبية في وزن الويلتر. ثم أعلنت في نوفمبر 2023 عن انتقالها للاحتراف، حيث أقيمت أول مباراة احترافية لها في سنغافورة في نفس الشهر.

### 2024: الميدالية الذهبية الأولمبية
في يناير 2024، تم تعيين خليف سفيرة وطنية لليونيسف. وفي أبريل من نفس العام، حققت فوزًا كبيرًا في حدث 66 كغم سيدات ‏ في كأس العالم للملاكمة في بويبلو، كولورادو، حيث هزمت إميلي سونفيكو في النهائي.
تحت إشراف وحدة الملاكمة التابعة للجنة الأولمبية الدولية (IOC)، تم إدارة أحداث الملاكمة في أولمبياد باريس 2024، بعد أن تم تعليق الاتحاد الدولي للملاكمة (IBA) بسبب مشاكل إدارية. أكدت اللجنة الأولمبية الدولية أن خليف استوفت جميع متطلبات الأهلية واللوائح الطبية اللازمة، وأنها وُلدت وسُجلت كأنثى، وعاشت حياتها كأنثى. في يونيو 2023، تلقت اللجنة الأولمبية الدولية خطابًا من IBA يتعلق بالاختبارات التي تم إجراؤها، مشيرةً إلى عيوب في الطريقة المستخدمة.
خلال مؤتمر صحفي في باريس في أغسطس 2024، تغيرت تصريحات IBA حول طبيعة الاختبارات، حيث تباينت بين "اختبارات التحقق من الجنس" و"اختبارات الكروموسومات". رئيس IBA عمر كريمليف، انتقد رئيس اللجنة الأولمبية الدولية، توماس باخ، وأعرب عن استيائه من حفل افتتاح الألعاب.
خلال المنافسات، تألقت خليف في حدث 66 كجم للسيدات، حيث هزمت المجري لوكا هاموري في ربع النهائي، ثم التايلندية جانجام سوانافينج في نصف النهائي، مما ضمن لها الميدالية الفضية. في 9 أغسطس، توجت بفوزها بالميدالية الذهبية بعد انتصارها على يانغ ليو من الصين. أصبحت خليف أول امرأة جزائرية تفوز بميدالية ذهبية في الملاكمة، وأول ملاكمة جزائرية منذ محمد علالو في عام 2000.
واجهت خليف انتقادات واسعة حول أهليتها للمنافسة، بما في ذلك اعتداءات عبر الإنترنت وتضليل حول جنسها. رداً على ذلك، أعربت عن قلقها من تأثير التنمر على الكرامة الإنسانية، ورفعت دعوى جنائية في فرنسا ضد بعض الأفراد، بما في ذلك جي كي رولينج وإيلون ماسك، بتهمة التنمر الإلكتروني.

### مباراة الدور الثاني ضد أنجيلا كاريني
في بطولة الملاكمة، حصلت خليف، المصنفة الخامسة، على إعفاء من الدور الثاني. في الجولة الثانية، واجهت أنجيلا كاريني، التي انسحبت بعد 46 ثانية بسبب ألم في أنفها. هذا الانسحاب أثار جدلاً واسعاً وانتقادات عبر الإنترنت حول جنس خليف. 
اعتذرت كاريني لاحقًا عن الحادث، مؤكدة احترامها لقرار اللجنة الأولمبية الدولية بشأن مشاركة خليف. من جانبها، دافعت اللجنة الأولمبية الجزائرية عن خليف، مُشيرةً إلى تعرضها لـ "استهداف غير أخلاقي". 
وفي مؤتمر صحفي، أكد رئيس اللجنة الأولمبية الدولية، توماس باخ، أن خليف ولدت امرأة وأدان خطاب الكراهية الموجه ضدها.